# Lagynochthonius gigas
Lagynochthonius gigas är en spindeldjursart som först beskrevs av Beier 1954.  Lagynochthonius gigas ingår i släktet Lagynochthonius och familjen käkklokrypare. Inga underarter finns listade i Catalogue of Life.